# فلوریدا (شهرستان مونتگومری، نیویورک)
فلوریدا (به انگلیسی: Florida) یک منطقهٔ مسکونی در ایالات متحده آمریکا است که در شهرستان مونتگومری، نیویورک واقع شده‌است. فلوریدا ۱۳۳٫۱۳ کیلومتر مربع مساحت و ۲٬۶۹۶ نفر جمعیت دارد.